# Sandøya (Porsgrunn)
 For alternative betydninger, se Sandøya. (Se også artikler, som begynder med Sandøya)
Sandøya er en ø og en landsby ved Brevik i Porsgrunn kommune i Vestfold og Telemark fylke i Norge. Øen dækker et areal på 1,58 km², og højeste punkt er Kulåsen der er 60 moh. Landsbyen ligger mod sydvest på øen og har 279 indbyggere (2018). 
Sandøya er omkranset af Langesundsfjorden, Eidangerfjorden og Ormerfjorden. Her findes blandt andet en børneskole, og der er god færgeforbindelse til Brevik. En mængde fritidsboliger, samt en campingplads, gør at øens folketal mangedobles om sommeren. 
1. november 2008 blev butikken på Sandøya nedlagt, men i sommeren 2014 blev der åbnet en ny butik på øen, Sandøya Handelshus.